# Коморан
Коморан или, новије, Комарно (слч. Komárno, мађ. Komárom) је град на југу Словачке. Управно припада Њитранском крају, у оквиру кога је седиште једног од округа (сл. okres).
Коморан је познат као највећи град у Словачкој са мађарском већином.
За српску историју Коморан је важан као једино значајније средиште Срба на тлу данашње Словачке. Некада бројна и богата заједница данас је готово нестала, али је у граду очувана велика српска православна црква.

## Порекло назива
Име града долази од словенске речи komár, што значи комарац. Првобитни назив је био српски - "Комора", што асоцира на војничку кухињу, а Немци су додали слово н.

## Географија
Коморан је смештен у југозападном делу државе. Престоница државе, Братислава, налази се 110 км северозападно.
Рељеф: Коморан се налази у Панонској равници, на ушћу реке Вах у Дунав, који га дели од мађарске територије и суседног града Комарома.
Клима: Клима у Коморану је умерено континентална.
Воде: Коморан се образовао на месту где се река Вах улива у Дунав.

## Историја
Коморан је део некад већег истоименог градског насеља у оквиру Краљевине Угарске, које се пружало на обе стране Дунава. Ту су још реке Вага и Њитра. Пре тога је овде постојало античко насеље, део староримске провинције Паноније. Из најстаријих писама из 1037. године, у Комору или Комри живели су Словени. Град је био у поседу мађарских владара још од 10. века. Током периода 16. века Коморан је једно од главних утврђења прво у одбрани, а затим у офанзиви Хабзбурговаца против Османлија. Школа у Коморану ради од 1648. године.
Земљотрес или "тресење тла" задесио је место 28. маја 1857. године. Задесио је град Коморан 15-16. јула 1858. године велики пожар, у којем је страдало 140 кућа. Године 1905. у тој слободној краљевској вароши има 1856 домова са 19996 становника. Ту се налазе ПТТ комуникације и жељезничка станица.
После Првог светског рата Дунав је постао граница између тадашњих Мађарске и Чехословачке, а он некад јединственог града настала су два мања града; Северни део постао је чехословачки, данас словачки град Коморан/Комарно, а јужни део мађарски град Комаром. У раздобљу 1938-44. Комарно и јужни делови Словачке су били под притиском Немачке припојени Хортијевој Мађарској, да би се после рата поново нашли у оквиру Чехословачке. Од 1990. године Коморан је у саставу Словачке. Од пре неколико година Коморан и суседни Комаром су поново повезани мостом преко Дунава.

## Српски Коморан
Досељавање Срба десило се веома рано, већ у 15. веку, о чему сведочи и печат српске цркве из 1511. године. Овај део тадашње Угарске Срби су називали Горњом земљом. Постојала је "Рацка варош" (српска) у Коморану, као што се може видети на старим гравирама. Потом су следила још два таласа насељавања, под притиском Турака. Први Срби су били шајкаши, граничари, који чувају тврђаву на острву Сито. Касније се насељавају Срби грађанског порекла из Српског Ковина, а у последњем таласу, 1690. године Срби високог рода, свештеници и племићи. Патријарх српски Арсеније писао је писмо Србима Коморанцима 21. априла 1690. године, из Београда; дакле пре Велике Сеобе. Контакт је успоставио Коморанац, кир Никола Сомборлија, који је походио патријарха у Србији. Помиње се у уговорном писму 1707. године Лацко Криштовљевић родом из Коморана, којег су ангажовали Срби Будимци за учитеља Табанског, за годину 1707/1708. са платом 60 ф. У Коморану је 1715. године било 114 шајкаша, од којих пет официра племића, под обервајдом Ђурком Фелдваријем. Сваке године у граду су се одржавали вашари, као 1831. године: 1. маја, 29. јуна, 4. октобра и 30. новембра.
Град је током раздобља 18. века био једно од средишта српског живља северним деловима тадашње Угарске, заједно са не тако далеким Сентадрејом, Будимом, Стоним Београдом (Секешфехервар) и другим градовима северног дела тадашње Угарске (тзв. „Горње Земље"). Средином 18. века српска заједница у Коморану бележи свој врхунац. Она броји око две хиљаде припадника и гради се српска православна црква у Коморану. Свештеник у Коморану је поп Петар (1748), а 1750. године српски књижевник Гаврил Стефановић Венцловић. Посланик на чувеном српском Темишварском сабору 1790. године био је "куријалиста" из Коморана, Адам Пешти.
Црква српска православна од камена постоји у Коморану од пре 1750. године. Стара црква је грађена 1511. године. Нова је подигнута је од материјала старије цркве, која се иначе налазила у тврђави. Сачуван је од ње црквени печет од злата, тежак 100 грама (од 6 дуката) из 1511. године, на којем пише на старо-словенском језику, да је "печет цркве Ваведења Богородице". Сачуван је и цртеж - нацрт те нове цркве, коју је штампао владика Арсеније Радивојевић, да се подели верницима. Из докумената произилази да је тај храм 1753-1754. године оправљан, и да је 1756. године "посвећен" као нов од стране будимског владике Ненадовића "Ваведење Богородице". Године 1760. и 17. септембра 1848. године тај храм је горео у пожару, па морао бити оправљен и промењеног изгледа.
Споменик старог коморанског пароха, поп Јакова Адамовића чува се у порти мохачког храма, уграђен у зиду. Он је 1826. године био забележен као парох месни. Вуков календар "Даницу" купили су читаоци у Коморану 1827. године: поп Јаков Адамовић, Владислав и Јован Будаи трговци, Стефан Недељковић трговац и изабрани члан скупштине, Илија Ристић трговац и Ђорђије Пешти трговац. Павловићев "Српски народни лист" имао је (1839) једног претплатника из места.
Коморанска црква је била од владара привилегована и богата по украсима, и ту се уз њу поред вредне архиве и библиотеке налазио свештенички стан, женски манастир и школа. Капитал коморанске српске цркве је 1886. године износио 7282 ф 55 новчића. Стари свештенички стан и школа уз цркву, су изгорели 1760. године. Нови парохијски дом је био у некадашњем женском манастиру. Ту зграду су откупиле три православне монахиње, које су пред Ракоцијевим устаницима избегле из Српског Ковина. Кућу - манастир су поклониле православној црквеној општини. Црквени торањ је био са три звона, а на једном је на мађарском језику гребањем писало да је 17. септембра 1848. године у Коморану, изгорело пет цркви и 405 кућа.
На српском православном гробљу се налази капела, коју је подигао Владислав Будаи старији, за спасење своје душе и душа супруге Јелене, и деце Данила и Теодора. Најстарији гробљански споменик је из 1789. године. 
У црквеној порти има споменика са српским и грчким натписима, а најстарији је из 1724. године. Ту почива, сахрањен 1818. године Србин генерал Павле Давидовић. Тај некадашњи заповедник коморанске тврђаве, генерал Павле Давидовић, основао је својим новцем при храму "закладу", из које је плаћано одржавање његове гробнице, али је заклада пропала а гроб је запуштен.
Црквена ризница има старих и вредних сакралних предмета. Поред златног печета, вредан пажње је барјак Цеха коморанских кабаничара из 1832. године. Има једна на сомоту златном жицом везена плаштаница из 1693. године. Такође има старо Св. јеванђеље у златним корицама. То јеванђеље је било 1896. године на Миленијумској изложби у Будимпешти и у Паризу 1898. године. Процењена је та књига да вреди 1000 к. У Архиви има старих протокола од 1740. године, а од 1778. године па надаље сви су комплет сачувани (1886). Годишњи приход цркве 1886. године износи 824 ф. 97 новчића. Српска православна општина има 1886. године - 30 чланова парохијана, који су углавном ожењени иноверкињама, а многи Срби су у другој вери васпитани. Тадашњи свештеник је седам чланова повратио у православље, а два нова покрстио. Црква се налазила у опалом стању али и без довољно средстава за оправку, јер је камата од главнице црквеног капитала мала.
1751. године долази до укидања војне границе у овом делу Подунавља, па се већина коморанских Срба сели у данашњу Шајкашку у Бачкој. Државни попис православног клира у Угарској из 1846. године, наводи да је православно парохијско звање основано и црквене матичне књиге се воде од 1740. године. По другом извору из 1905. године, православна парохијска звања су оснивана кад и цркве: 1511. и 1756. године. Матичне књиге су заведене у 18. веку: крштених 1725. године, а осталих 1737. године. У тој градској парохији са црквом, било је 1846. године 54 православне душе, а парох је био Теодор Оџић. Године 1867. учесник и приложник на Светосавској беседи у Будиму био је коморански парох Алекса Драгић.
Парохији као филијала припада место "Serdahely", као и грађани Пожуна. Године 1801. јавља се као купац Стојковићеве популарне књиге учитељ у Коморану, Марко Миливојевић. Тада је још радила српска коморанска школа. Још 1745. године општина та је издвајала годишње по 25 ф. за издржавање српске школе. Не помиње се те 1846. године, ни српска школа, ни ђаци ни учитељ. Раније је, око 1830. године Георгије Тошковић родом из Српског Алмаша, провео ту шест година као коморански српски учитељ. По митрополијским пописима парохије Коморан 1847. и 1867. године ту је било 54 житеља Срба. У целој Коморанској жупанији од 242 у 1847. години, дошло је до драстичног опадања, тако да 1867. године их има тек 54. У здруженој парохији места Коморана, Ђура, Сердахеља и Мошоња било је 1865. године укупно 112 православаца, у једној парохији најниже шесте платежне класе. Током 19. века њихов број се стално смањује, па већ крајем века у Коморану је живело свега око 100 српских душа. Коморанска црквена општина је 1896. године приложила 6 ф. за Фонд "Св. Саве". Почетком 20. века оглашавао се у листовима успешни коморонски занатлија Петар Ћорић. Он води угледну лицидерску и воскарску радњу како вели "српску велику радњу".
Стефан Ненадовић великокупац и грађанин Коморански је помогао новчано да буде објављена једна интересантна књига 1813. године. Кузмински парох Петар Руњанин - преводилац се захвалио на првим странама исте. Видаковићеву историјску књигу прибавио је 1823. године у Коморану, читалац и купец исти - Стефан Ненадовић. Ненадовић је и пре 1840. године постао једини из Коморана, члан Матице српске у Пешти, дајући члански улог од 40 ф. Ненадовић је члан општинског комунитета и пренумерант српског календара 1836. године. Млади Константин Карајан из Коморана, учио је 1829. године у "Славено-сербско училишће" у Пешти. Историју Црне Горе по Медаковићу узео је 1830. године претплативши се, у Коморану, Мате Магдић ц и к тврђавски главни рачуновођа.
По српском извору из 1905. године види се да је "Комаром" слободна краљевска варош, у месту са 19.996 становника, само је 41 православна душа и то 16 Срба (од којих је опет, пет војника), који имају осам кућа. У месту је постојала српска црквена општина, православна црква са портом у којој је много старих споменика. На челу црквене општине је Александар Стојановић председник и Петар Ћирић перовођа, а њен земљишни посед је мањи од 1 кј. Храм се зачудо налази у врло добром стању, споља и унутра, а порта је уређена. Месту припада парохијска филијала Ђур, са 47 православаца. По царском рескрипту од 1868. године од те две парохије образована је јединствена "Коморанско-ђурска". Пароха нема, а парохијом администрира протојереј Корнелије Чупић из Сентандреје. Ни школе ни школске деце нема у Коморану 1905. године.
После Првог светског рата један део Срба се иселио у матицу, па су преостали Срби били само сенка некадашње заједнице.
Почетком 21. века у Коморану постоји српско православно гробље које је санирано, а стари надгробни споменици пренети у порту бившег српског православног Ваведењског храма. Исти је сада под јурисдикцијом православне цркве у Словачкој. Ту се налази укупно 38 мермерних споменика, са епитафима на српском, грчком и мађарском језику. Гробље се иначе налази у јужном делу словачке половине града, уза сам мост на Дунаву.

## Становништво
| Година:    | 1994.  | 2004.   | 2014.   | 2024.   |
| ---------- | ------ | ------- | ------- | ------- |
| Број људи: | 37 941 | 36 731  | 34 461  | 31 880  |
| Разлика:   |        | -3,18 % | -6,18 % | -7,48 % |

| Година:    | 2023.  | 2024.   |
| ---------- | ------ | ------- |
| Број људи: | 32 114 | 31 880  |
| Разлика:   |        | -0,72 % |

Данас Коморан има око 36.000 становника и последњих година број становника опада.
Мађарска национална мањина чини око 60% градског становништва, што Коморан чини највећим претежно мађарским насељем у Словачкој. Поред тога град се налази у подунавском делу земље, претежно насељеном Мађарима. Због тога је Коморан средиште Мађарске националне мањине у Словачкој са бројним културним установама ове мањине, од којих је најважнији месни универзитет на мађарском језику, једини у Словачкој.
Етнички састав: По попису из 2001. г. састав је следећи:
- Мађари - 60,1%,
- Словаци - 34,7%,
- Роми - 1,2%,
- Чеси - 1,0%,
- остали.

Верски састав: По попису из 2001. г. састав је следећи:
- римокатолици - 53,5%,
- калвинисти - 12,6%,
- лутерани - 3,9%,
- гркокатолици - 0,6%,
- остали.

## Привреда
У привредном смислу Коморан је важан у Словачкој као највећа словачка лука на Дунаву. Индустријска зона налази се у западном делу града.

## Култура и занимљивости
Позориште
- Јокајијево позориште

Музеји
- Подунавски музеј[27]

Музика
- Родно место Франца Лехара

### Зграде и објекти
- Комарновски систем утврђења

Споменици културе
- Зграда бившег Колегија реформистичке цркве
- Зграда официрског павиљона
- Зграда словачке гимназије- бивша градска мучка школа
- Зграда суда- ул. Погранична
- Зграда Зихијеве палате
- Зграда Златна риба
- Бивша кафана – Златно буре
- Бивши порески уред- Интернат
- Бивши Жупски дом
- Дом Матисе словачке, Трг М. Р. Шћефањика
- Градска скупштина
- Болница и поликлиника
- Стамбена зграда у Жупној 2
- Сецесијска зграда Словачке штедионице

Верски споменици
- Српска православна црква Ваведења Пресвете Богородице - једина у Словачкој
- Бивши колегијум Бенедиктинског реда
- Евангелистичка црква Аугсбурске вероисповести
- Реформистичка хришћанска црква
- Римокатоличка црква св. Андрије из 1926.
- Црква св. Розалије из 1843.
- Војничка црква, бивша фрањевачка црква Бозјег срца Кристовог из 1617.
- Капела св. Јосипа из 1741.
- Капела св. Ане из 1750.
- Мала синагога
- ступ Тројице
- Централни крст на католичком гробљу

Скулптуре
- Скулптура др. генерала М. Р. Шћефањика
- Скулптура Франца Лехара
- Скулптура генерала Гијоргија Клапка
- Скулптура Мора Јокаија
- Скулптура Цирила и Методија
- Скулптура Атила Кацаса код Јокајијевог позоришта

Споменици
- Гроб Људовита Штура
- Гроб поредице Јокаји
- Гроб златног мушкарца
- Гробница ген. Павла Давидовича код православне цркве
- Гробови код реформиране цркве-православне цркве
- Споменик антифашизма- Сени трг
- Споменик палим борцима 1. светског рата
- Споменик војницима Црвене армије

Спомен-плоче
- Спомен плоча Беле Бартока
- Спомен плоча Др. Сеље Јаноша
- Спомен плоча грофа Иштвана Цехињија 1907.-1929.
- Спомен плоча Мора Јокајија
- Спомен плоча жртвама холокауста

Паркови
- Дечји парк код тврђаве

### Спорт
- Кошаркашки клуб МБК „Комарно“ који игра у Екстра лиги
- Фудбалски клуб КФЦ Мајорка који игра у IV. лиги
- Спортски боксерски клуб Спартак „Комарно“ који игра у Екстра лиги
- Кануистика- Кајак &кану клуб „Комарно“

## Партнерски градови
- Себеш
- Вајсенфелс
- Комаром
- Кралупи на Влтави